# Ruri no Hōseki
Ruri no Hōseki (瑠璃の宝石?) es una serie de manga japonesa escrita e ilustrada por Keiichirō Shibuya. Se publica en la revista de manga seinen Harta de Enterbrain desde agosto de 2019, y sus capítulos se han recopilado en seis volúmenes tankōbon a partir de agosto de 2023. Una adaptación de la serie de televisión de anime producida por Studio Bind se estrenó en julio de 2025.

## Sinopsis
Ruri Tanigawa es una estudiante de preparatoria a la que le encantan las joyas y los accesorios. Al visitar una joyería, encontró accesorios hechos con cristales. Ruri quedó maravillada por la belleza del cristal e intentó encontrarlo ella misma. Un día, mientras buscaba cristales, conoció a Nagi Arato, una estudiante universitaria de posgrado que se especializa en mineralogía. Su encuentro profundizó el amor y la fascinación de Ruri por el mundo de la mineralogía.

## Personajes
Ruri Tanigawa (谷川 瑠璃 Tanigawa Ruri?)
 Seiyū: Miyari Nemoto
Nagi Arato (荒砥 凪 Arato Nagi?)
 Seiyū: Asami Setō
Yōko Imari (伊万里 曜子 Imari Yōko?)
 Seiyū: Yume Miyamoto
Shōko Seto (瀬戸 硝子 Seto Shōko?)
 Seiyū: Saki Hayashi
Aoi Kasamaru (笠丸 葵 Kasamaru Aoi?)
 Seiyū: Misuzu Yamada

## Contenido de la obra

### Manga
Ruri no Hōseki está escrita e ilustrada por Keiichirō Shibuya y comenzó a serializarse en la revista Harta de Enterbrain el 10 de agosto de 2019. El primer volumen tankōbon se lanzó el 15 de octubre de 2020 hasta julio de 2025, se han lanzado seis volúmenes.
| Volúmenes de manga publicados | Volúmenes de manga publicados | Volúmenes de manga publicados |
| Número                        | Fecha de lanzamiento          | ISBN                          |
| ----------------------------- | ----------------------------- | ----------------------------- |
| 1                             | 15 de octubre de 2020         | ISBN 978-4-04-736267-3        |
| 2                             | 12 de agosto de 2021          | ISBN 978-4-04-736615-2        |
| 3                             | 15 de octubre de 2022         | ISBN 978-4-04-737177-4        |
| 4                             | 12 de agosto de 2023          | ISBN 978-4-04-737637-3        |
| 5                             | 13 de septiembre de 2024      | ISBN 978-4-04-737914-5        |
| 6                             | 15 de julio de 2025           | ISBN 978-4-04-738113-1        |

### Anime
Se anunció una adaptación televisiva de la serie de anime el 11 de septiembre de 2024. Está producida por Studio Bind y dirigida por Shingo Fujii, con guiones escritos por Michiko Yokote, personajes diseñados por Mayu Fujii y música compuesta por Daisuke Achiwa y Kazuki Yanagawa. La serie se estrenó el 6 de julio de 2025 en AT-X y otras cadenas. El tema de apertura es "Hikari no Sumika", interpretado por Rei Yasuda, y el tema de cierre es "Sapphire", interpretado por Hana Hope. Crunchyroll obtuvo la licencia de la serie en América del Norte, América Central, América del Sur, Europa, África, Oceanía, Oriente Medio, CEI, subcontinente indio y Sudeste Asiático. Plus Media Networks Asia obtuvo la licencia de la serie en el Sudeste Asiático y la transmite en Aniplus Asia.